# Anurija
Anurija je naziv koji opisuje smanjenja diureze na manje od 100 ml mokraće unutar 24h.
Smanjenje proizvodnje urina može biti uzrokovano različitim uzrocima koji se mogu podijeliti na tri skupine:
- prerenalni uzroci - npr. smanjenje protoka krvi kroz bubreg zbog dehidracije
- renali uzroci - npr. ishemijsko ili toksično oštećenje burega koje uzrokuje tubularnu nekrozu bubrega
- postrenalni uzorci  - npr. opstrukcija kamencem, neoplazmom ili ugruškom u mokraćovodu

Anuriju treba razlikovati od oligurije, kod koje je diureza smanjena na manje od 500 ml unutar 24h. 